# 国立病院機構千葉医療センター
独立行政法人国立病院機構千葉医療センター（どくりつぎょうせいほうじんこくりつびょういんきこうちばいりょうせんたー）は、千葉県千葉市中央区にある、独立行政法人国立病院機構が運営する医療機関である。地域医療支援病院の承認を受けるほか、地域がん診療連携拠点病院、エイズ治療拠点病院などに指定されている。

## 概要
政策医療分野におけるがん、循環器病、精神疾患、内分泌・代謝性疾患、感覚器疾患の専門医療施設である。

## 沿革
- 1908年 - 千葉衛戍病院として創設
- 1936年 - 千葉陸軍病院となる
- 1945年12月1日 - 陸軍解体により厚生省所管となり、国立千葉病院として発足
- 2001年1月6日 - 厚生労働省所管となる
- 2004年4月1日 - 独立行政法人国立病院機構千葉医療センターとなる

## 診療科
- 内科
- 精神・神経科
- 神経内科
- 呼吸器科
- 消化器科
- 循環器科
- 小児科
- 外科
- 整形外科
- 脳神経外科
- 心臓血管外科
- 皮膚科
- 泌尿器科
- 産婦人科
- 眼科
- 耳鼻咽喉科
- リハビリテーション科
- 放射線科
- 口腔外科
- 麻酔科

ほか

## 医療機関の指定等
- 保険医療機関
- 救急告示医療機関
- 労災保険指定医療機関
- 指定自立支援医療機関（更生医療・育成医療・精神通院医療）
- 身体障害者福祉法指定医の配置されている医療機関
- 精神保健指定医の配置されている医療機関
- 生活保護法指定医療機関
- 医療保護施設
- 指定養育医療機関
- 戦傷病者特別援護法指定医療機関
- 原子爆弾被爆者医療指定医療機関
- 原子爆弾被爆者一般疾病医療取扱医療機関
- 公害医療機関
- 母体保護法指定医の配置されている医療機関
- 地域医療支援病院
- 臨床研修指定病院
- がん診療連携拠点病院
- エイズ治療拠点病院
- 特定疾患治療研究事業委託医療機関
- DPC対象病院
- 小児慢性特定疾患治療研究事業委託医療機関

## アクセス
- 千葉公園駅（千葉都市モノレール2号線）より徒歩約7分
- 東千葉駅（JR総武本線）より徒歩約8分